# Дача В. В. Гурова
Дача В. В. Гурова (также Больё) — утраченное историческое здание на территории лагерь «Кипарисный» международного детского центра Артек. Находилось по адресу Гурзуф, ул. Ленинградская, дом № 41. Снесено в 2015 году, на его месте построен жилой корпус детских отрядов.

## История
В 1905 и 1908 годах (по другим данным в 1911 году) харьковский присяжный поверенный, дворянин, (с 1915 года статский советник) Василий Васильевич Гуров приобретает у наследников Ялтинского предводителя дворянства в 1891—1896 годах Бектемира Мурзы Абдураманчикова 19 десятин. 1463 квадратных саженей (более 20 гектаров) пустопорожней и почти не освоенной земли. По сведениям «Поземельной книги Ялтинской Земской управы 1913 г.. Деревня Гурзуф» — «20 десятин 980 квадратных саженей необработанной земли: на юге — 7 десятин 830 сажень, на север — 12 десятин 1148 сажень». Гуров закладывает парк, в котором росли даже пальмы, украшает его декоративными скульптурами, высаживает фруктовый сад. В 1912 году, по проекту академика архитектуры Алексея Николаевича Бекетова, было построена дача из 10 комнат со службами при ней, которой владелец дал название «Болье», от . фр. Beau lieu — «красивое место». Но в декабре 1915 года Гуров скончался и был похоронен на православном кладбище в Гурзуфе (могила утрачена). Кто наследовал В. В. Гурову пока не установлено.

### После революции
16 декабря 1920 года приказом председателя Революционного комитета Крыма были изъяты «из частного владения как разных ведомств, так и частных лиц все имения Южного берега Крыма в районе от Судака до Севастополя включительно» и передавались в ведение специально созданного Управления Южсовхоза. В начале 1920-х на дачах Кавкасидзе, Гурова и Максимович, с приданными зданиями татарского земского и русского училищ (современные адреса — Ленинградская ул. д., 58 и ул. К. Коровина, 6) был создан Дом отдыха «Колхозная молодежь», который располагался там до начала Великой Отечественной войны. В 1945 году бывшая дача Максимович была передана Артеку. На их базе был образован Лагерь № 3, в котором дача Гурова получила № 5. В ней многие годы размещался детский сад для детей сотрудников Артека. В 1970-х годах Лагерь № 3 переименован в лагерь «Кипарисный» В начале XXI века, после реконструкции, на первом этаже размещались медицинские кабинеты и помещения медизолятора, на втором — жилые отрядные комнаты (по другим данным.— общежитие вожатых). Служебные помещения бывшей дачи использовались для жилья сотрудников «Артека»; утверждается, что одно из них, одноэтажный каменный флигель, является таковым до сих пор. При строительстве лагеря «Солнечный» в 2015 году ещё крепкое, поскольку разрушалось с большим трудом, здание бывшей дачи Гурова было снесено. На его месте выстроен двухэтажный (трёх, если считать с цокольным) жилой корпус детских отрядов.

Обширный земельный участок имения в 1920-х годах был объединён с такими же насаждениями дач Кавкасидзе и Максимович в парк дома отдыха «Колхозной молодежи». Описание парка на 1930 годы приведено в книге А. И. Колесникова «Архитектура парков Кавказа и Крыма»
расположен в центре Гурзуфа, на Гурзуфской скале. Он занимает небольшую площадь (около 4-5 га) и архитектурно решен весьма скромно, его планировка, сочетающая регулярные и ландшафтные элементы, продиктована рельефом. … Он весьма эффектен благодаря исключительно динамичности рельефа, составляющего основную его красоту. … Экзотическая растительность весьма разнообразна для этого парка (свыше 30 видов), и ряд её представителей очень эффектно дополняет оригинальные формы рельефа (мамонтово дерево, гималайский кедр, пихта греческая). Имеются здесь весьма редкие для парков Крыма растения: небольшое деревцо камфарного лавра, плакучая форма аризонского кипариса.